# Amegilla mongolica
Amegilla mongolica es una especie de abeja excavadora perteneciente al género Amegilla, categorizada en la tribu Anthophorini, de la subfamilia Apinae. Fue descrita científicamente por Wu en 1990.
Mide aproximadamente 9 mm de longitud, aunque puede variar de 11-12 mm.

## Distribución
La especie se distribuye por Asia, en China, en la región de Mongolia Interior.